# يوشيهيسا إيواشيتا
يوشيهيسا إيواشيتا (باليابانية: 岩下吉久) هو لاعب غولف ياباني، ولد في 13 يونيو 1949 في شيزوكا في اليابان.

## وصلات خارجية
- يوشيهيسا إيواشيتا على موقع رابطة اليابان للاعبي الغولف المحترفين (الإنجليزية)
- يوشيهيسا إيواشيتا على موقع التصنيف العالمي الرسمي للغولف (الإنجليزية)